# 山岡景隆
山岡 景隆（やまおか かげたか）は、戦国時代から安土桃山時代にかけての武将。

## 生涯
山岡氏は勢多城（瀬田城）を中心とする近江国南部を領する国人。
大永5年（1525年）、山岡景之の子として誕生。当初は六角氏及び足利義輝に属していた。なお、浪人していた山内一豊を家臣として召し抱えたこともある。
永禄11年（1568年）、織田信長が足利義昭を奉じて上洛を開始すると、信長から降伏勧誘を行われるが、これを拒否し、近江南部の国人の旗頭として抵抗した。しかし、永禄12年（1569年）には織田軍の攻撃を受けて大和国柳生氏の領内へ逃亡、一時は松永久秀に人質を差し出しこれに属したが（『柳生文書』）、後に信長に降伏し、その家臣となる。織田家では佐久間信盛隊に配属された。
景隆の信長に対する忠誠心は厚く、また信長も先祖が甲賀出身である景隆の家柄などを顧慮して、甲賀衆の指揮権を与えていたという。元亀4年（1573年）からの信長と足利義昭との戦いでは信長側に付き、槇島城攻めなどで戦功を挙げた。天正3年（1575年）頃には、上洛の行き帰りに信長・信忠親子が度々、勢多に宿泊するなど、かなりの信用を得ていた様子である（『信長公記』）。天正5年（1577年）の雑賀攻め、天正9年（1581年）の伊賀攻めにも従軍した。
天正10年（1582年）、本能寺の変で信長が死去すると、明智光秀から味方になるように勧誘されたが、景隆はこれを拒絶して瀬田橋を落として明智軍の進軍路を妨害するなど抵抗し、山岡一族は山中へ逃走。羽柴秀吉方に逐一光秀軍の行動を報告し、このために明智軍は安土城に進軍するまでに手痛い被害を受け、また時間的余裕を失ったとまでいわれている。その後は織田氏擁護の立場から柴田勝家に与して、台頭していた羽柴秀吉と敵対する。しかし天正11年（1583年）、賤ヶ岳の戦いで勝家が討たれると秀吉に降伏。助命はされたが弟・景佐と共に所領を没収され、以後は甲賀に隠遁した。
天正13年（1585年）正月14日に死去。享年61。